# 益智乡
益智乡，是中华人民共和国云南省普洱市景谷傣族彝族自治县下辖的一个乡镇级行政单位。

## 行政区划
益智乡下辖以下地区：
中和村、益香村、大田村、共和村、者行村、塘房村、和平村、石寨村和芒迁村。